# Raúl Rico
Pour les articles homonymes, voir Rico.
Rico  Bordera est un nom espagnol. Le premier nom de famille, en général paternel, est Rico ; le second, en général maternel, souvent omis, est Bordera.
Raúl Rico Bordera,, né le 25 avril 1997, est un coureur cycliste espagnol.

## Biographie
Raúl Rico commence le cyclisme en 2005, à l'âge de sept ou huit ans. Il court à la Fundación Benicadell puis au Club Ciclista Sax dans les catégories de jeunes. 
En 2015, il remporte notamment le Tour d'Alicante juniors (moins de 19 ans). Il rejoint ensuite l'équipe Mutua Levante en 2016, pour ses débuts espoirs (moins de 23 ans). Deux ans plus tard, il devient champion d'Andalousie espoirs devant son coéquipier Eusebio Pascual. 
En 2019, il se classe troisième du Tour de Guadalentín, autre course par étapes du calendrier national. Il obtient également diverses places d'honneur dans des manches de la Coupe d'Espagne amateurs. Après ses performances, il passe professionnel au mois de mai dans l'équipe continentale Vito-Feirense-PNB, au Portugal. En 2020, il intègre l'effectif de W52-FC Porto, l'une des meilleures équipes portugaises.

## Palmarès
- 2015
  - 2e du Circuito Guadiana juniors
- 2017
  - Mémorial José Vidal García
- 2018
  - Championnat d'Andalousie sur route espoirs
  - 3e du Gran Premio Primavera de Ontur
- 2019
  - 3e du Tour de Guadalentín